# International Rule

Porównanie wielkości jachtów metrycznych, reprezentatywnych dla przykładowych klas:
Norlin Mk III;
Barbro;
SUI-207 Aubisque;
Rose-Marie;
Corall;
Sildra;
Princess Svanevit;
Shamrock;

International Rule - wzór, według którego oblicza się rating, czyli wartość regatową jachtu. Otrzymany wynik R jest liczbą niemianowaną i oznacza klasę jachtu, np. klasa 12 (R 12). Z racji tego, że w przeciwieństwie do Universal Rule, gdzie wielkości do wzoru podstawia się w stopach, w International Rule do wzoru podstawia się wielkości wyrażone w metrach, klasy obliczone w ten sposób nazywa się klasami metrycznymi.
{\displaystyle R={\frac {L\cdot 2d\cdot {\sqrt {S}}-F}{2,37}}}
Gdzie:
- L - długość jachtu
- d - różnica między obwodem poszycia w przekroju pomiarowym a obwodem opisanym na tym poszyciu (łącznie z płetwą balastową)
- S - powierzchnia ożaglowania
- F - wysokość wolnej burty